# جنیفر گیرلینگز-سیمونز
جنیفر گیرلینگز-سیمونز ( با نام خانوادگی قبلی سیمونز ؛ متولد 5 سپتامبر 1953)  پزشک و سیاستمدار سورینامی است که از 16 ژوئیه 2025 یازدهمین رئیس جمهور سورینام بوده است.  او که عضو حزب ملی دموکرات (NDP) است، از سال 2024 رئیس این حزب بوده است.

## زندگینامه

### اوایل زندگی
سیمونز در پاراماریبو، به عنوان بزرگترین فرزند از چهار فرزند خانواده، بزرگ شد. او در دانشگاه سورینام پزشکی خواند و در سال ۱۹۷۹ فارغ‌التحصیل شد. پس از سفر به هلند برای اخذ تخصص ، به سورینام بازگشت و به طبابت پرداخت. اولین سمت او به عنوان پزشک روستایی برای شرکت اونوراخت در منطقه پارا بود ، ارتباطی که بعداً در مبارزات سیاسی خود به آن اشاره کرد.
در سال 1983، سیمونز مدت کوتاهی در بیمارستان آکادمیک پاراماریبو مشغول به کار شد ، قبل از اینکه به بخش پوست منتقل شود. او تا سال 2002 در این سمت باقی ماند. در این دوره، او همچنین برنامه ملی HIV/AIDS را در سورینام راه‌اندازی کرد.

### حرفه سیاسی
سیمونز اولین بار در سال 1996 به عنوان عضو مجلس ملی انتخاب شد و نماینده منطقه پاراماریبو از حزب دموکراتیک ملی بود که توسط دسی بوترس تأسیس شده بود .  او از سال 2000 تا 2006 رهبر گروه پارلمانی NDP بود. 
پس از انتخابات عمومی سال ۲۰۱۰ ، گیرلینگز-سیمونز به عنوان رئیس مجلس ملی انتخاب شد و دومین زنی بود که این سمت را بر عهده گرفت. او تا سال ۲۰۲۰ این سمت را بر عهده خواهد داشت.  در آوریل ۲۰۱۲، سیمونز به دلیل تصمیمش مبنی بر منع اعضای مجلس از اشاره به قانون عفو عمومی آوریل ۲۰۱۲ در جریان بحث در مورد قانون ضد تعقیب و آزار، توسط مخالفان در پارلمان به رفتار دیکتاتوری متهم شد. 
در 8 آوریل 2020، سیمونز به عنوان رئیس تیم مدیریت بحران کووید-19 پارلمانی در طول همه‌گیری کووید-19 در سورینام منصوب شد . 
در 20 ژوئن 2020، سیمونز بازنشستگی خود را از سیاست اعلام کرد. او در انتخابات عمومی سورینام در سال 2020 انتخاب شده بود ، اما در نهایت تصمیم گرفت کرسی خود را تصاحب نکند. استفن تسانگ، که در فهرست حزب دموکراتیک ملی در جایگاه ششم قرار داشت، متعاقباً واجد شرایط ورود به مجلس ملی شد .

### رئیس جمهور سورینام (۲۰۲۵–تاکنون)
در ۱۳ ژوئیه ۲۰۲۴، او جانشین دسی بوترسه به عنوان رهبر حزب دموکراتیک ملی شد.  سال بعد، او حزب دموکراتیک ملی را در انتخابات عمومی به مقام اول رساند . حزب دموکراتیک ملی با پنج حزب دیگر برای حمایت از جیرلینگز-سیمونز برای ریاست جمهوری، توافق ائتلافی امضا کرد. این ائتلاف روی هم رفته ۳۴ کرسی دارد، دقیقاً دو سوم اکثریت لازم برای اینکه او بدون حمایت احزاب دیگر، اولین رئیس جمهور زن سورینام شود. 
در 3 ژوئیه، حزب اصلاحات مترقی ، که رهبری ائتلاف حاکم را بر عهده داشت، اعلام کرد که کاندیدایی را علیه گیرلینگز-سیمونز معرفی نخواهد کرد. هیچ کس دیگری تا مهلت مقرر کاندیداتوری نکرد و انتخاب گیرلینگز-سیمونز را تضمین کرد.  او در 6 ژوئیه بدون رقیب به عنوان رئیس جمهور انتخاب شد و رهبر NPS، گرگوری روسلند، به عنوان معاون رئیس جمهور انتخاب شد.  و در 16 ژوئیه 2025 مراسم تحلیف برگزار شد.

### زندگی شخصی
در سال 1981، سیمونز با گلن گیرلینگز ازدواج کرد.  آنها 3 فرزند دارند.  پسر بزرگ او در سال 2015 درگذشت